# Сидорово (Сямженский район)
Сидорово — деревня в Сямженском районе Вологодской области.
Входит в состав Коробицынского сельского поселения, с точки зрения административно-территориального деления — в Голузинский сельсовет.
Расстояние до районного центра Сямжи по автодороге — 52 км, до центра муниципального образования Георгиевской по прямой — 9 км. Ближайшие населённые пункты — Климушино, Ездунья, Евсютино.
По переписи 2002 года население — 22 человека (9 мужчин, 13 женщин). Всё население — русские.